# 아빠는 시장님
《아빠는 시장님》은 SBS에서 1996년 7월 1일부터 1997년 2월 28일까지 방영되었던 시트콤이다.

## 트리비아
해당 작품은 지방자치시대 민선시장을 소재로 한 코미디 시트콤이다. 한편, 해당 프로그램은 신동영 고양시장을 모델로 삼았는데 SBS의 일일시트콤은 <아빠는 시장님>까지 한동안 9시 20분에 방송됐다.
아울러, 지나친 언어폭력 문제 때문에 방송위원회로부터 '경고' 조치를 받았다.

## 제작진
- 연출 : 주병대
- 극본 : 신동익 외

## 출연진
- 이대근 : 한대통 - 한진희, 한진국의 아버지.
- 여운계 : 고매자 - 한대통의 부인, 한진희, 한진국의 어머니.
- 한진희 : 한진희 - 한대통, 고매자의 큰아들. 조은시장.
- 이경진 : 이경진 - 한진희의 부인. 유치원 원장.
- 최민식 : 한진국 - 한대통, 고매자의 막내아들. 택시운전기사.
- 박성미 : 박성미 - 한진국의 부인. 유치원 선생님.
- 변우민 : 한시민 - 한진희, 이경진의 큰아들. 소아과 병원장.
- 박주미 : 한시민의 부인.
- 이상아 : 한주민 - 한진희의 딸.
- 김민희 : 김민희 - 한진희의 여동생이자 한진국의 누나의 딸. 병원 간호사.
- 이나리 : 한나라 - 한진국, 박성미의 딸. 유치원생.
- 최준용 : 최준용 - 치과 의사 역
- 안문숙 : 박성미의 친정 여동생. 소아과 병원 간호사.
- 명로진 : 안골목 빌딩 예하 3층 순대 가게 사업주 역
- 김을동 : 안골목 빌딩 예하 3층 민속 떡집 사업주 역
- 정요숙 : 안골목 빌딩 예하 3층 만두 가게 사업주 역

## 결방
- 1996년 7월 31일 - 9시 50분부터 1996년 하계 올림픽 배드민턴 여자 복식 결승전 중계가 편성되어 남자대탐험이 8시 50분 편성됐고 이 과정에서 일일드라마 자전거를 타는 여자, 이홍렬쇼와 동시 결방
- 1996년 8월 1일 - 9시 50분부터 1996년 하계 올림픽 배드민턴 남녀 개인, 혼합 복식 결승전 중계가 편성되어 남자대탐험이 8시 50분 편성됨에 따라 자전거를 타는 여자, 한밤의 TV연예와 동시 결방
- 1996년 9월 25일 - 9시 15분부터 8월의 신부 15~16회 연속 편성
- 1996년 9월 27일 - 추석특선영화 황비홍 편성[3]
- 1996년 10월 4일 - 프로야구 준플레이오프 2차전 <한화 이글스 VS 현대 유니콘스> 중계 편성
- 1996년 10월 7일 - 프로야구 플레이오프 1차전 <현대 유니콘스VS 쌍방울 레이더스> 중계 편성
- 1996년 10월 11일 - 프로야구 플레이오프 4차전 <쌍방울 레이더스 VS 현대 유니콘스> 중계 편성
- 1996년 10월 23일 - 프로야구 한국시리즈 6차전 <해태 타이거즈 VS 현대 유니콘스> 중계 편성
- 1996년 11월 14일 - 창사특집 3부작 드라마 <가을 소나타> 편성[4]
- 1996년 12월 27일 - SBS 연기대상 편성[5]
- 1996년 12월 31일 - 송년특선영화 폴리스 스토리 3: 초급경찰 편성[6]
- 1997년 1월 1일 - 신년특집드라마 불타는 노을 편성[7]
- 1997년 1월 2일 - 9시 25분부터 형제의 강 27~28회 연속 편성
- 1997년 1월 3일 - 신년특선영화 스티븐 시걸의 <죽음의 땅> 편성[8]
- 1997년 2월 6일 - 8시 55분부터 설 특선영화 장군의 아들 편성[9]

## 시간대 변경
- 1996년 9월 26일 - 추석특집 2부작 드라마 무슨 말을 하랴 편성에 따라[10] 8시 30분으로 이동했고 이 때문에 8시 50분 일일드라마 엄마의 깃발 결방
- 1997년 2월 7일 - 설 특선영화 토탈 리콜이 9시 15분부터 편성됨에 따라[11] 8시 45분으로 이동했으며 이 때문에 엄마의 깃발 결방